# Jannie Sterkenburg-Versluis
Jannie Sterkenburg-Versluis (Ridderkerk, 1941) is een Nederlands politicus van het CDA.
Ze was van 1967 tot 1987 lerares Frans en later werd ze wethouder in Ridderkerk. In januari 1993 volgde haar benoeming tot burgemeester van Maassluis. Die functie heeft ze uitgevoerd tot februari 2003 toen ze vervroegd met pensioen ging.